# Lesquerella arctica
Lesquerella arctica là một loài thực vật có hoa trong họ Cải. Loài này được (Wormsk. ex Hornem.) S.Watson mô tả khoa học đầu tiên năm 1888.